# Lista episoadelor din Viața minunată pe punte
Viața minunată pe punte este un serial difuzat pe Disney Channel.

## Sumar
| România | România | România  | România            | România           |
| Sezon   | Sezon   | Episoade | Primul episod      | Ultimul episod    |
| ------- | ------- | -------- | ------------------ | ----------------- |
|         | 1       | 21 / 21  | 4 octombrie 2010   | 25 iunie 2011     |
|         | 2       | 28 / 28  | 19 Noimebrie, 2011 | 15 decembrie 2012 |
|         | 3       | 2 / 22   | 29 decembrie 2012  | VFA               |

| Statele Unite | Statele Unite | Statele Unite | Statele Unite      | Statele Unite  |
| Sezon         | Sezon         | Episoade      | Primul episod      | Ultimul episod |
| ------------- | ------------- | ------------- | ------------------ | -------------- |
|               | 1             | 21            | 26 septembrie 2008 | 17 iulie 2009  |
|               | 2             | 28            | 7 august 2009      | 18 iunie 2010  |
|               | 3             | 22            | 2 iulie 2010       | 6 mai 2011     |

## Sezonul 1.(România: 2010-2011. Statele Unite: 2008-2009)
Sezonul 1 cuprinde 21 de episoade.
Debby Ryan și Phill Lewis sunt absenți in 5 episoade fiecare.
Kim Rhodes își reia rolul din The Suite Life of Zack and Cody ca și Carey Martin pentru 2 episoade.
Ashley Tisdale, Brian Stepanek, Brittany Curran, Sophie Oda, Charlie Stewart, și Robert Torti își reiau rolurile din The Suite Life of Zack & Cody pentru 1 episod fiecare.
| # / Episod | # / Sezon | Titlu                                                                | Regizat de       | Scris de                            | Premieră originală | Premieră, România | Cod |
| --- | --------- | -------------------------------------------------------------------- | ---------------- | ----------------------------------- | ------------------ | ----------------- | --- |
| 1 | 1         | „Viata pe punte porneste pe mare” „The Suite Life Sets Sail”         | Jim Drake        | Danny Kallis Pamela Eells O'Connell | 26 septembrie 2008 | 4 octombrie 2010  | 101 |
| Zack si Cody incep sa studieze la liceul "Sapte Mari" ("7 Seas High"). Dar cand afla ca vasul SS Tipton este comandat de Dl. Moeseby care credea ca in sfarsit a scăpat de ei vor mai avea gemenii o croaziera lina? sau ii asteapta o mare agitata? De asemenea London este fortata de tatal ei sa invete la acelassi liceu. De asemenea aceasta incepe sa foloseasca o noua replica : "Stupida scoala pe mare" ("Stupid Sea School"). Incepand cu acest episod rolul lui Maddie este luat de Bailey Pickett, o fata din Cattlecorn, Kansas. Afland ca nu mai exista colegi de camera pt fete aceasta se deghizeaza in baiat si ajunge sa fie "colegul" lui Zack, in timp ce Cody il are drept coleg pe Woody, un baiat f dezordonat si neingrijit. Gemenii decid sa schimbe colegii de camera dar dupa ce Zack afla ca Bailey este fata se razganseste. In cele din urma noii prieteni (Gemenii; Woody si Bailey) participa la primele cursuri intrerupte de scufundarea vasului care se dovedeste a fi un exercitiu. La final London fuge de pe vas cu elicopterul Tipton lasand un mesaj în care spunea ca se va duce pe Insula Parrot. Invitat special: Kim Rhodes ca Carey Martin |           |                                                                      |                  |                                     |                    |                   |     |
| 2 | 2         | „Insula Papagalilor” „Parrot Island”                                 | Rich Corell      | Danny Kallis Pamela Eells O'Connell | 27 septembrie 2008 | 5 octombrie 2010  | 107 |
| Bailey este îngrijorată că din vina ei a plecat London. Dar lui Cody i-a venit o idee. Se aude un sunet, iar acest lucru o înveselește pe Bailey. Gemenii, Bailey, Domnul Moseby și Woody o găsesc pe London închisă într-o temniță. Apoi a fost închis și Domnul Mosby, apoi pe Woody și apoi pe Bailey, care are un porc pe nume Porckers, care sosește la Zack și Cody cu un mesaj pe care scrie pe London, Bailey, Woody și Dl. Mosby sunt închiși și trebuie salvați. Gemenii încearcă să-i elibereze, dar n-au reușit, fiind și ei închiși. La final, Porckers deschide cheia și prietenii au scăpat din închisoare. Invitat special: Stuart Pankin ca Detectiv Simms |           |                                                                      |                  |                                     |                    |                   |     |
| 3 | 3         | „Figuri de Yo-Yo” „Broke 'N' Yo-Yo”                                  | Jim Drake        | Jeny Quine Adam Lapidus             | 3 octombrie 2008   | 6 octombrie 2010  | 102 |
| Bailey s-a supărat că London a pus-o să stea în spațiul cabinei, și încearcă să o păcălească iar apoi îi spune adevărul.Între timp când Zack folosește un lansator pentru a-l ajuta pe Cody să câștige concursul de yoyo și de asemenea pentru a face rost de bani,Moseby anunță că sunt doi finaliști Cody Martin și Johan Yo.Zack reusește să lanseze discuri pentru Johan dar la Cody i s-a înțepenit aparatul. Bailey îi spune lui Cody că Johan este profesionist, este descalificat Johan,pentru că concursul era pentru amatori.Zack și Cody însă nu fac rost de bani.În schimb, Moseby păstrează banii pentru a plăti daunele cauzate de lansatorul lui Zack. Invitat special: Grant Johnson ca Johan Yo |           |                                                                      |                  |                                     |                    |                   |     |
| 4 | 4         | „Rinichiul Mării” „The Kidney of the Sea”                            | Ellen Gittelsohn | Jeff Hodsden Tim Pollock            | 10 octombrie 2008  | 7 octombrie 2010  | 103 |
| 5 | 5         | „Fetele de la spectacol” „Showgirls”                                 | Shelley Jensen   | Howard Nemetz Dan Signer            | 17 octombrie 2008  | 16 octombrie 2010 | 104 |
| 6 | 6         | „Linia internațională de schimbare a datei” „International Dateline” | Ellen Gittelsohn | Jeny Quine Dan Signer               | 24 octombrie 2008  | 4 decembrie 2010  | 105 |
| 7 | 7         | „Totul e grecesc pentru mine” „It's All Greek to Me”                 | Shelley Jensen   | Jim Geoghan                         | 7 Noiembre, 2008   | 11 decembrie 2010 | 106 |
| 8 | 8         | „Terciul monstrului de mare” „Sea Monster Mash”                      | Rich Corell      | Adam Lapidus                        | 14 Noiembre, 2008  | 18 decembrie 2010 | 108 |
| 9 | 9         | „Flori si ciocolata” „Flowers and Chocolats”                         | Rich Corell      | Danny Kallis Jim Geoghan            | 21 Noiembre, 2008  | 25 decembrie 2010 | 109 |
| 10 | 10        | „Boo hu hu” „Boo You”                                                | Phill Lewis      | Jeff Hodsden                        | 5 decembrie 2008   | 12 februarie 2011 | 110 |
| 11 | 11        | „Armonia Mării” „seaHarmony”                                         | Lex Passaris     | Billy Riback                        | 12 decembrie 2008  | 19 februarie 2011 | 111 |
| 12 | 12        | „Mami și Swami” „The Mommy and the Swami”                            | Lex Passaris     | Dan Signer Jeny Quine               | 9 ianuarie 2009    | 26 februarie 2011 | 115 |
| 13 | 13        | „Maddie pe punte” „Maddie on Deck”                                   | Rich Corell      | Jeff Hodsden Tim Pollock            | 16 ianuarie 2009   | 2 aprilie 2011    | 112 |
| 14 | 14        | „Când în Roma” „When in Rome”                                        | Rich Corell      | Jeff Hodsden Tim Pollock            | 23 ianuarie 2009   | 16 aprilie 2011   | 113 |
| 15 | 15        | „Hipnotizata” „Shipnotized”                                          | Shelley Jensen   | Jim Geoghan                         | 30 ianuarie 2009   | 30 aprilie 2010   | 114 |
| 16 | 16        | „Mama și tata pe punte” „Mom and Dad on Deck”                        | Ellen Gittelsohn | Danny Kallis Jim Geoghan            | 20 februarie 2009  | 11 iunie 2011     | 117 |
| 17 | 17        | „Chestii Gresite” „The Wrong Stuff”                                  | Ellen Gittelsohn | Jeny Quine Adam Lapidus             | 27 martie 2009     | 11 iunie 2011     | 118 |
| 18 | 18        | „Gunoi pe mare” „Splash & Trash”                                     | Rich Corell      | Pamela Eells O'Connell Dan Signer   | 17 Aprile, 2009    | 18 iunie 2011     | 119 |
| 19 | 19        | „Mult zgomot pentru nimic” „Mulch Ado About Nothing”                 | Danny Kallis     | Pamela Eells O'Connell              | 1 mai 2009         | 4 iunie 2011      | 116 |
| 20 | 20        | „Rănit” „Cruisin' for a Bruisin'”                                    | Lex Passaris     | Danny Kallis                        | 5 iunie 2009       | 25 iunie 2011     | 121 |
| 21 | 21        | „Dublă încrucișare” „Double-Crossed”                                 | Rich Corell      | Danny Kallis Pamela Eells O'Connell | 17 iulie 2009      | 10 octombrie 2010 | 120 |

## Sezonul 2.(România: 2011-2012. Statele Unite: 2009-2010)
Sezonul 2 cuprinde 28 de episoade.
Doc Shaw este absent 1 episod după ce se alătură distribuției în rolul lui Marcus Little în episodul "Roomies."
Debby Ryan este absentă 1 episod.
Phill Lewis este absent 6 episoade.
Adrian R'Mante, Camilla Rosso, and Rebecca Rosso isi reiau rolurile din The Suite Life of Zack & Cody câte un episod fiecare.
{| class="wikitable" width="100%"
|bgcolor="#987654" align="center"|# / Episod
|bgcolor="#987654" align="center"|# / Sezon
|bgcolor="#987654" align="center"|Titlu
|bgcolor="#987654" align="center"|Regizat de
|bgcolor="#987654" align="center"|Scris de
|bgcolor="#987654" align="center"|Premieră Originală
|bgcolor="#987654" align="center"|Premieră România
|bgcolor="#987654" align="center"|Cod
221
„Spionul care m-a băgat în asta” 
„The Spy Who Shoved Me”Shelley JensenJim Geoghan7 august 200919 Noiembie 2011205
232
„Ala-Ka-valea!” 
„Ala-ka-scram!”Shelley JensenBilly Riback14 august 2009VFA206
243
„În timpul servicului” 
„In the Line of Duty”Rich CorellJeff Hodsden
Tim Pollock21 august 2009VFA203
254
„Bucătărie Casanova” 
„Kitchen Casanova”Rich CorellJeny Quine
Dan Signer4 septembrie 2009VFA202
265
„Particule Deștepte” 
„Smarticle Particles”Rich CorellAdam Lapidus11 septembrie 2009VFA201
276
„Familia tailandeză” 
„Family Thais”Rich CorellJeff Hodsden
Tim Pollock18 septembrie 2009VFA209
287
„Cu Gândul la banane” 
„Goin' Bananas”Phill LewisJeny Quine
Dan Signer25 septembrie 2009VFA204
298
„Pierdut pe mare” 
„Lost at Sea”Rich CorellDanny Kallis
Pamela Eells O'Connell2 octombrie 2009VFA207-208
309
„Colegi de cameră” 
„Roomies”Danny KallisDanny Kallis
Pamela Eells O'Connell16 octombrie 2009VFA210